# Víctor Fuentes Prósper
Víctor Fuentes Prósper, né à Picanya (près de Valence) le 15 mars 1948, est un économiste et homme politique espagnol, député au Parlement valencien entre 1983 et 1999.

## Biographie
Il est diplômé en sciences économiques de l'université de Valence, où il travaille pendant de nombreuses années comme professeur au Département d'économie appliquée,.
Durant la transition démocratique espagnole, il est l'un des fondateurs et secrétaire général du Parti Socialiste Populaire (PSP) au Pays Valencien et représentant de ce parti dans la Junta Democràtica del País Valencià (ca) (1975) et la Taula de Forces Polítiques i Sindicals del País Valencià (ca) (1976-77),.

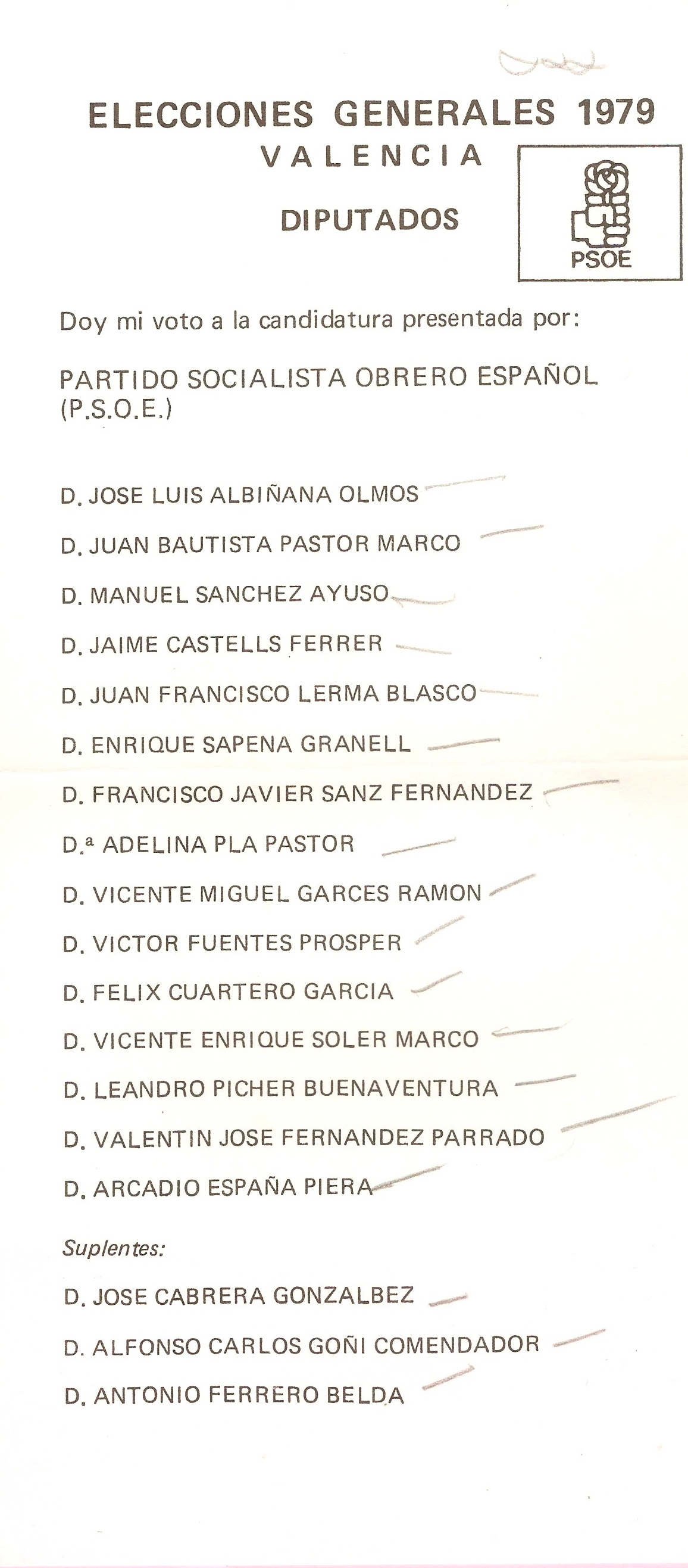
Liste du PSPV-PSOE pour la circonscription de Valence aux élections générales de 1979, où Prosper Fuentes figure en 10ème position (non élu).

En 1978, il devient membre du PSPV-PSOE après l'intégration du PSP dans ce dernier, et fait partie de la direction exécutive de l'Horta Sud,. Il est également secrétaire du Comité exécutif du PSPV-PSOE en 1978-1979 et 1996-1997, et président de la Commission fédérale de contrôle des comptes entre 1997 et 2000,.
Aux élections municipales de 1979, il est élu conseiller municipal de Picanya (et devient adjoint au maire), mandat qu'il renouvelle en 1983, 1987 et 1991,. Il est également élu député au Parlement valencien en 1983, 1987, 1991 et 1995,. Il est président de la commission sur l'économie, le budget et les finances (1983-1987 et 1995-1999), de la commission sur l'éducation et la culture (1987-1991), vice-président de la commission permanente non-législative sur la sûreté nucléaire (1991-1995),.